# Grzegorz Kempinsky
Grzegorz Kempinsky (ur. 3 lipca 1965 w Łodzi) – polski reżyser filmowy, teatralny i telewizyjny, scenarzysta i tłumacz.

## Życiorys
Wychowywał się w Szwecji, gdzie ukończył liceum ogólnokształcące i rozpoczął studia na wydziale filmoznawstwa w Sztokholmie. Ukończył reżyserię na PWSFTViT w Łodzi, gdzie pracował też jako wykładowca. Doskonale włada językiem szwedzkim, jest tłumaczem z języka szwedzkiego (m.in. „Panna Julia” Augusta Strindberga, kilka sztuk Henninga Mankella i kilka Bengta Ahlforsa). Jest autorem scenariuszy do filmów fabularnych, m.in.: „Rób swoje, ryzyko jest twoje” i seriali telewizyjnych „Czego boją się faceci, czyli seks w mniejszym mieście” (reż. i scen.), „Zostać Miss”, oraz spektakli teatralnych Teatru TV, np.: „Historia o ptaku Cis”. Jest autorem teledysków (m.in. dla zespołu Lombard). Ma także za sobą realizacje programów publicystycznych, między innymi cykliczny program TVP S.A. Program 2 dla Unii Europejskiej „Europejczycy” 2001-2004. Jest autorem opracowania nowego formatu „Wiadomości Dnia” dla łódzkiego oddziału TVP S.A. W latach 2006–2015 był etatowym reżyserem Teatru Śląskiego, gdzie zrealizował „Pana Pawła” Dorsta (2004), „Oskara i panią Różę” Schmitta (2005), „Króla Edypa” Sofoklesa (2005), „Push-up 1-3. Ostatnie piętro” Schimmelpfeniga (2005), „Sinobrodego – nadzieję kobiet” Loher (2007), „Zdobycie bieguna południowego” Kargego (2008), „Jordan” Reynolds i Buffini (2009), „Zagraj to jeszcze raz, Sam” Woodego Allena (2009) „Małe zbrodnie małżeńskie” Schmitta (2011) i „Komedię Teatralną” Ahlforsa (2012). W 2011 roku był Dyrektorem artystycznym Teatru Zagłębia w Sosnowcu. Współpracował również z Teatrem Studyjnym w Łodzi, Teatrem Wybrzeże w Gdańsku, Teatrem Dramatycznym w Elblągu, Teatrem Polskim w Poznaniu, Teatrem Zagłębia w Sosnowcu, Teatrem Ludowym w Krakowie, Teatrem Nowym w Zabrzu, Teatrem im. Osterwy w Lublinie oraz Teatrem Miejskim w Gdyni, oraz w Komorni Scena Arena w Ostrawie jednym z pięciu najlepszych scen teatralnych w Czechach.
Jest trzykrotnym laureatem nagrody Złota Maska za najlepszą reżyserię – w roku 2006 za reżyserię „Oskara i Pani Róży” i „Push-up 1-3. Ostatnie piętro”; w 2008 za „Sinobrodego – nadzieję kobiet” i „Boga” (spektakl Teatru Zagłębia), a w 2010 za „Łysą śpiewaczkę” w Teatrze Zagłębia. Nagrodzony na Festiwalu Spektakli Dyplomowych w Łodzi za reżyserię „Agaty” Marguerite Duras. Spektakl „Oskar i Pani Róża” został nagrodzony na II Międzynarodowym Festiwalu Przedstawień dla Dwojga Aktorów w Symferopolu na Krymie w 2005 roku. W 2007 Grzegorz Kempinsky został odznaczony Orderem Ministra Kultury – Zasłużony dla Kultury Polskiej. Jest także stypendystą Instytutu Szwedzkiego (Svenska Institutet) 1986 r. oraz stypendystą SANDREWS (1985).
Jest dyrektorem artystycznym Teatru w Telewizji TVP w Krakowie, Teatru Kontrabanda w Krakowie, Teatru ŚwiętochłOFFice w Świętochłowicach oraz Akademickiego Teatru Remont w Gliwicach.

## Najważniejsze inscenizacje
- „Ja i Mick Jagger, czyli małpy uciekły z wrzaskiem” Anna Mentlewicz – Teatr Kontrabanda w Krakowie (2017)[1]
- „Następnego dnia rano” Peter Quilter – Teatr Miejski w Gdyni (2017)[2]
- „Płuca, czyli jak zrobić dziecko” Duncan Macmillan – Akademicki Teatr Remont w Gliwicach (2017)
- „Ożenić się nie mogę” Aleksander Fredro – Akademicki Teatr Remont w Gliwicach (2016)
- „Bucharest Calling” Stefan Peca – Akademicki Teatr Remont w Gliwicach (2016)
- “Top Dogs” Urs Widmer – Divadlo Komorni Scena Arena w Ostrawie Republika Czeska (2016)
- „Rzeźnia kropka com” wg „Rzeźni” Sławomir Mrożek – Grupa Up Scena w Gliwicach (2015)
- „Diwa” Marijana Nola – Teatr Żelazny w Katowicach (2015)
- „Zbrodnia i Kara” Fiodor Dostojewski – Grupa Cogito, Kraków (2015)
- „Amok moja dziecinada” Thomas Freyer – Akademicki Teatr Remont w Gliwicach (2014)
- „Top Dogs” Urs Widmer – Teatr Nowy w Zabrzu (2014)
- „Ożenić Się Nie Mogę” Aleksander Fredro – Teatr Miejski w Gdyni (2014)
- „Aż Do Bólu” (Krajne Meze) William Mastrosimone – Divadlo Komorni Scena Arena w Ostrawie Republika Czeska (2014)
- „Peggy Pickit Widzi Twarz Boga” Roland Schimmelpfennig – Teatr Ludowy w Krakowie (2013)
- „Łysa Śpiewaczka” (Plešatá zpěvačka) Eugene Ionesco – Divadlo Komorni Scena Arena w Ostrawie Republika Czeska (2012)
- „Bóg” Woody Allen – Teatr Miejski w Gdyni (2012)
- „Związek Otwarty” Dario Fo i Franca Rame – Teatr Nowy w Zabrzu (2012)
- „Komedia Teatralna” Bengt Ahlfors – Teatr Nowy w Zabrzu (2012)
- „Komedia Teatralna” Bengt Ahlfors – Teatr im. J. Osterwy w Lublinie (2011)
- „Małe Zbrodnie Małżeńskie” Eric Emanuel Schmitt – Teatr Śląski w Katowicach (2011)
- „Łysa Śpiewaczka” Eugene Ionesco – Teatr Zagłebia w Sosnowcu (2010)
- „Zagraj To Jeszcze Raz, Sam” Woody Allen – Teatr Śląski w Katowicach (2009)
- „Bóg” Woody Allen – Teatr im. J. Osterwy w Lublinie (2009)
- „Jordan” Anna Reynolds i Moira Buffini – Teatr Śląski w Katowicach (2009)
- „Zdobycie Bieguna Południowego” Manfred Karge – Teatr Śląski w Katowicach (2008)
- „Legoland” Dirk Dobbrow – Teatr im. J. Osterwy w Lublinie (2007)
- „Bóg” Woody Allen – Teatr Zagłębia w Sosnowcu (2007)
- „Sinobrody – Nadzieja Kobiet” Dea Loher – Teatr Śląski w Katowicach (2007)
- „Push Up 1-3-Ostatnie Piętro” Roland Schimmelpfennig – Teatr Śląski w Katowicach (2005)
- „Król Edyp” Sofokles – Teatr Śląski w Katowicach (2005)
- „Oskar i Pani Róża” Eric-Emmanuel Schmitt – Teatr Śląski w Katowicach (2005)
- „Pan Paweł” Tankred Dorst – Teatr Śląski w Katowicach (2004)
- „Pierś” Philip Roth (druga premiera) – Teatr Wybrzeże w Gdańsku (1995)
- „Panna Julia” August Strindberg – Teatr Studyjny w Łodzi (1994)
- „Pierś” Philip Roth – Teatr Studyjny w Łodzi (1993)
- „Agata” Marguerite Duras – PWSFTViT i Teatr Studyjny w Łodzi (1991)

## Film i TV
- 2005 Sting Production – Warszawa, Czego Się Boją Faceci, czyli Seks w Mniejszym Mieście – Seria 3 Serial TV dla TV POLSAT. Wyk: min. Cezary Pazura, Tomasz Sapryk, Edyta Jungowska, Jacek Borkowski.
- 2004 Sting Production – Warszawa, Czego Się Boją Faceci, czyli Seks w Mniejszym Mieście – Seria 2 – Serial TV dla TV POLSAT. Wyk: min. Cezary Pazura, Tomasz Sapryk, Edyta Jungowska, Jacek Borkowski.
- 2004 M. T. Art – Warszawa, Kosmici – Serial TV dla TV POLSAT i TV PULS. Reż: Olaf Lubaszenko (Autor scenariusza 4 odcinków) 2003 Fremantle Polska – Warszawa, Na Wspólnej – Serial TV, dla TVN. (Dialogi odc. 147) 2003 Sting Production – Warszawa, Czego Się Boją Faceci, czyli Seks w Mniejszym Mieście – Seria 1, Serial TV dla TV POLSAT. Wyk: min. Cezary Pazura, Tomasz Sapryk, Edyta Jungowska, Jacek Borkowski.(Reżyseria, Współautor Oryginalnego Utworu Literackiego, Współautor Scenariusza)
- 2002 Filcontract Ltd – Warszawa, Zostać Miss 2, Serial TV dla TV POLSTAT. Wyk: Jan Nowicki i Jerzy Bończak.(Współautor Oryginalnego Utworu Literackiego, Obsada Aktorska: /“Ochroniarz”/)
- 2001 M. T. Art – Warszawa, Rób Swoje, Ryzyko Jest Twoje, Film fabularny – PREMIERA KINOWA 2002r. Reż: Marian Terlecki. Wyk: min. Olaf Lubaszenko, Michał Milowicz, Anna Przybylska.(Współautor Oryginalnego Utworu Literackiego, Współautor Scenariusza) 2001 TV Partner – Warszawa, Sekundy Które Ratują Życie, Film Instruktażowo-Reklamowy dla Telekomunikacji Polskiej S.A (Reżyseria)
- 2000 Filmcontract Ltd. – Warszawa, Zostać Miss, Serial TV dla TV POLSTAT. Wyk: min. Jan Nowicki, Jerzy Bończak, Dorota Kamińska.(Współautor Oryginalnego Utworu Literackiego, Współautor Scenariusza, Obsada Aktorska: /“Ochroniarz”/)
- 1997 Skorpion Film Ltd.- Warszawa, Historia o Ptaku Cis, Teatr TV, TVP S.A. program 1. Wyk: min. Bogusław Sochnacki, Bronisław Wrocławski, Mariusz Saniternik. (Reżyseria i Adaptacja.)
- 1995 Koch International – Warszawa, Nie Mogę Kochać Ciebie, Teledysk zespołu “Lombard” (Reżyseria)
- 1990 PWSFTViT – Łódź, Klatka Tygrysa, Etiuda filmowa – Nagroda na festiwalu filmowym w Berlinie–Babelsbergu, 1990. Reżyseria i Scenariusz.

## Stypendia
- 1986 Stypendysta Landstinget województwa Kronoberg w Szwecji
- 1985 Stypendysta Instytutu Szwedzkiego
- 1985 Stypendysta Kompanii Filmowej Sandrews

## Nagrody
- 2010 Złota Maska za najlepszą reżyserię Łysej Śpiewaczki Eugene Ionesco
- 2008 Złota Maska za najlepszą reżyserię Sinobrodego – Nadziei Kobiet Rolanda Schimmelpfenniga i Boga Woody Allena
- 2006 Złota Maska za najlepszą reżyserię Oskara i Pani Róży Erica-Emmanuela Schmitta i Push-up 1-3 – Ostatnie Piętro Rolanda Schimmelpfenniga
- 2005 Nagrodzony na II Międzynarodowym Festiwalu Przedstawień dla Dwojga Aktorów w Symferopolu na Krymie za spektakl Oskar i Pani Róża Erica-Emmanuela Schmitta
- 1992 Nagrodzony na Festiwalu Spektakli Dyplomowych w Łodzi za Reżyserię Agaty Marguerite Duras

## Odznaczenia
- 2007 Order Ministra Kultury – Zasłużony dla Kultury Polskiej